# Manuel Aaron
Manuel Aaron (Toungoo, 30 dicembre 1935) è uno scacchista indiano.
È stato il primo giocatore indiano ad ottenere il titolo di Maestro Internazionale.

## Biografia
Manuel Aaron è stato una figura chiave per l'introduzione degli scacchi moderni in India. Fino agli anni '60 erano ancora praticate in India varie forme dello Chaturanga, gli scacchi indiani, molto diversi da quelli occidentali. Per esempio, anziché l'arrocco, il Re poteva eseguire, se non ancora mosso e non aveva subito scacchi, una mossa di cavallo.
Aaron formò vari gruppi scacchistici nel Tamil Nadu, raccomandando di abbandonare le regole locali in favore di quelle internazionali. Nel 1972 fondò a Madras il "Michail Tal' Chess Club", che quattro anni dopo fu visitato da un ragazzo di sette anni, Viswanathan Anand. Come riferì alcuni anni dopo in un'intervista, - "Anand si impose subito all'attenzione per la rapidità di gioco e la profondità di analisi". Aaron fu il primo ad indicare fin da allora Anand come un grande talento emergente
Nel 1962 fu il primo scacchista a ricevere l'Arjuna Award, il massimo riconoscimento sportivo dello stato indiano.
Manuel Aaron gestisce una scuola di scacchi a Chennai con suo figlio Arvin e partecipa ancora a tornei locali. Ha un rating Elo di 2 315 punti. Ha fatto parte del comitato organizzativo del campionato del mondo di scacchi 2013 tra Carlsen e Anand.
Scrive articoli di scacchi per il quotidiano The Hindu e ha scritto un libro sulle Olimpiadi di Dubai 1986: Dubai Olympiad 1986.

## Principali risultati
Vinse nove volte il Campionato nazionale indiano (nel periodo 1959-1981), e undici volte il campionato del Tamil Nadu (nel periodo 1957-1982).       
Nel 1961 vinse il torneo zonale dell'Asia occidentale e lo zonale asiatico-australiano, battendo nella finale l'australiano Cecil Purdy 3-0. Per questi risultati la FIDE gli attribuì in quell'anno il titolo di Maestro Internazionale. 
Partecipò alle olimpiadi di Lipsia 1960, Varna 1962 e  Tel Aviv 1964. Nel 1984 si classificò quarto a Hong Kong nel campionato del Commonwealth (vinto da Kevin Spraggett e Murray Chandler).